# Løvfrø
Løvfrøen (Hyla arborea) er en lille springpadde der findes i Europa, Asien og en del af Afrika. Den lever det meste af sit liv klatrende rundt på grene og blade af buske og træer. I Danmark yngler den i små solbeskinnede vandhuller i Østjylland, på Als, Lolland, bornholm og Sønderjylland.
Løvfrø er fredet ligesom alle andre danske padder.

## Udseende
Løvfrøen kendes på at den er lille, klart grøn og klatrer i træer. En voksen Løvfrø bliver kun 4–5 cm lang. Den har små sugeskiver på fødderne.

## Stemme
Stemmen er en kraftig, skrattende lyd. I yngletiden lyder løvfrøernes kvækken fra vandhullerne efter solnedgang som et vedholdende, larmende kor. De kan også kvække i sensommeren, når de sidder i buske.